# William Lipscomb
William Nunn Lipscomb, Jr., född 9 december 1919 i Cleveland, Ohio, död 14 april 2011 i Cambridge, Massachusetts, var en amerikansk kemist, som arbetade inom kärnmagnetisk resonans, teoretisk kemi, borkemi och biokemi. År 1976 tilldelades han Nobelpriset i kemi.

## Biografi
Lipscomb flyttade 1920 med sin familj till Lexington, Kentucky, och han bodde där tills han tog sin kandidatexamen i kemi vid University of Kentucky 1941. Han fortsatte med att 1946 avlägga sin doktorsexamen i kemi vid California Institute of Technology (Caltech).
Från 1946 till 1959 undervisade han vid University of Minnesota. Från 1959 till 1990 var han professor i kemi vid Harvard University, där han var professor emeritus från 1990.
Lipscomb var gift med den tidigare Mary Adele Sargent från 1944 till 1983. De fick tre barn, varav ett bara levde några timmar. Han gifte sig med Jean Evans 1983. De hade en adoptivdotter.
Lipscomb bodde i Cambridge, Massachusetts fram till sin död 2011 i lunginflammation.

## Vetenskapligt arbete
Lipscomb arbetade inom tre huvudområden, kärnmagnetisk resonans och det kemiska skiftet, borkemi och den kemiska bindningens natur och stora biokemiska molekyler. Dessa områden överlappar varandra i tid och delar några vetenskapliga tekniker. I åtminstone de två första av dessa områden gav Lipscomb sig själv en stor utmaning som sannolikt skulle misslyckas och planerade sedan en inriktning med mellanliggande mål.
Lipscomb undersökte karbaonerna, C2B10H12, och platserna för elektrofil attack på dessa föreningar, med användning av kärnmagnetisk resonansspektroskopi (NMR). Detta arbete ledde till Lipscombs publicering av en omfattande teori om kemiska skift. Beräkningarna gav de första exakta värdena för konstanterna som beskriver beteendet hos flera typer av molekyler i magnetiska eller elektriska fält.
Mycket av detta arbete sammanfattas i en bok av Gareth Eaton och William Lipscomb, NMR Studies of Boron Hydrides and Related Compounds, en av Lipscombs två böcker.
På område borkemi avsåg Lipscomb ursprungligen att genomföra ett mer ambitiöst projekt, genom att i slutet av 1940-talet spendera några år på att förstå boranerna för att sedan klarlägga en systematisk valensbeskrivning av det stora antalet elektronsvaga intermetalliska föreningar. Han gjorde en del små framsteg, men istället kom området borkemi att växa enormt, och en systematisk förståelse av en del av dess komplexitet hade nu börjat komma i dagen. Exempel på dessa intermetalliska föreningar är KHg13 och Cu5Zn7. Av kanske 24 000 av sådana föreningar är strukturerna på endast 4 000 kända (2005) och strukturer för de andra är svåra att förutsäga, eftersom den kemiska bindningens natur inte är tillräckligt klarlagd. Denna studie var inte framgångsrik, delvis för att beräkningstiden som krävdes för intermetalliska föreningar var utom räckhåll på 1960-talet, men mellanliggande mål som involverade borbindning uppnåddes och var tillräckligt för att belönas med ett Nobelpris.
Nobelpriset i kemi 1976 tilldelades Lipscomb "för hans studier om strukturen hos boraner som belyser problem med kemisk bindning". På ett sätt var detta arbetet med den kemiska bindningens natur en fortsättning på det som hans doktorandrådgivare vid California Institute of Technology, Linus Pauling, 1954 tilldelats Nobelpriset i kemi för med motiveringen "för hans forskning om den kemiska bindningens natur och dess tillämpning på belysandet av strukturen hos komplexa ämnen."

## Utmärkelser och hedersbetygelser
- Guggenheimstipendiet,  1954[8]
- Centenary Prize från Royal Society of Chemistry,  1971
- Peter Debye Award,  1973[9]
- Nobelpriset i kemi,  1976[10][11]
- Remsen Award,  1976[12]
- Fellow of the American Academy of Arts and Sciences

[Redigera Wikidata]